# トラスコ中山
トラスコ中山株式会社（トラスコなかやま、英: TRUSCO NAKAYAMA CORPORATION）は、生産現場で必要とされる作業工具、測定工具、切削工具をはじめ、あらゆる工場用副資材（プロツール）の卸売業。全国に28か所の物流センターを完備し、在庫アイテム数は60万という、業界でも圧倒的な在庫を保有。プロツールの総合カタログ「トラスコ オレンジブック」は、年間約14万部を発刊し、プロツール検索サイト「トラスコ オレンジブック.Com」では、約410万アイテムを公開するなど、モノづくり現場の資材調達の利便性向上を使命に企業活動を行っている。プライベート・ブランド「TRUSCO」は約９万アイテムを展開。創業者は中山注次。
創業55周年の2014年3月、本社機能を大阪市西区から東京都港区に移転し、登記上の本店も東京に変更された。第52期より決算期3月31日が12月31日に変更となった。

## 概要
工場や建設現場等で使用される機械・工具等の工場用副資材（プロツール）の専門商社。「がんばれ！！日本のモノづくり」を企業メッセージとし、プロツールの供給を通じて日本のモノづくりに貢献することを事業の目的としている。尚、トラスコ中山のトラスコとは、「TRUST（信頼）+ COMPANY（企業）：信頼を生む企業」の造語である。

## 沿革
- 1959年 - 中山注次が大阪市天王寺区で中山機工商会として創業。
- 1963年 - 販売の主要媒体『中山商報』創刊。
- 1964年 - 中山機工株式会社（大阪市東区）として設立/東京営業所（大田区）開設。
- 1971年 - 本社移転。（東大阪市機械卸業団地）
- 1984年 - ホームセンタールートへの販売を開始。
- 1987年 - 中山ファイリング株式会社（スチール製品取扱）を合併。
- 1988年 - 理化学機器商材の取扱開始。
- 1989年
  - 社団法人日本証券業協会に店頭登録。
  - 3月22日、ジャスダックに上場。
- 1992年 - C.I.プロジェクト『B.E.プラン21』企業進化活動キックオフ。
- 1993年 - 本社移転（登記上の本店は近隣にある東大阪市機械卸業団地内のまま）。
- 1994年
  - トラスコ中山株式会社に商号変更。
  - 4月22日、大阪証券取引所2部に上場。
  - 代表取締役社長に中山哲也が就任。
- 1995年
  - 企業メッセージ「がんばれ!!日本のモノづくり」がスタート。
  - 5月23日、東京証券取引所2部に上場。
- 1996年3月1日 - 東京・大阪両証券取引所1部に指定替え。
- 2000年 - 東大阪地区にてISO14001認証取得。
- 2002年 - 東京本社開設。
- 2003年
  - プライベートブランドを「TRUSCO」へ統一。
  - TVCM放映開始
- 2004年 - 本店・大阪本社事務所移転。（大阪市西区-）
- 2005年 - 手形取引全廃。
- 2006年 - 新基幹システム『パラダイス』稼動。
- 2008年
  - 受注代行システム『MR.Orange』稼動。
  - 子育て支援企業マーク『くるみん』取得。
  - 在庫管理システム『ザイコン』稼動。
- 2010年
  - モノづくり検索サイト『オレンジブック.Com』フリーサイト化。
  - 神奈川県平塚市・茅ヶ崎市の国道134号にかかる湘南大橋のネーミングライツを取得し、「トラスコ湘南大橋」と命名[3]。
  - 子会社プロツールナカヤマ（タイ）株式会社設立
- 2011年 - JPC（日本パラリンピック委員会）オフィシャルパートナーとして協賛。
- 2014年
  - 新東京本社ビル完成に伴い、本社機能および登記上の本店を大阪市西区から東京都港区に移転[2]。
  - 決算期を3月から12月に変更[2]。
- 2017年 - 一社提供テレビ番組『知られざるガリバー〜消費者の知らないエクセレントカンパニー〜』（現：『知られざるガリバー〜エクセレントカンパニーファイル〜』）がテレビ東京系列で放送（10月1日 - ）[4]。
- 2018年 - 同社最大の物流センター「プラネット埼玉」完成。
- 2019年 - 海外子会社（タイ、インドネシア）の連結決算開始。トラスコ中山健康保険組合設立。
- 2020年 - 「DXグランプリ2020」受賞
- 2021年 - 「DX認定事業者」認定
- 2023年 - 「グッドキャリア企業アワード2022」大賞受賞

## 事業内容

### 取扱商品
- 切削工具
- 工事用品
- ハンドツール
- 物流保管用品
- オフィス住設用品
- 生産加工用品
- 作業用品
- 環境安全用品
- 研究管理用品

#### 主なプライベートブランド商品
- 小型樹脂製台車こまわり君
- 軽量樹脂製運搬車カルティオ
- 大型樹脂製運搬車カルティオビッグ オフロード
- 全閉式工場扇
- スケルトンカラーコンテナ スケルコン
- ホースリール
- 回転モップ

## 拠点

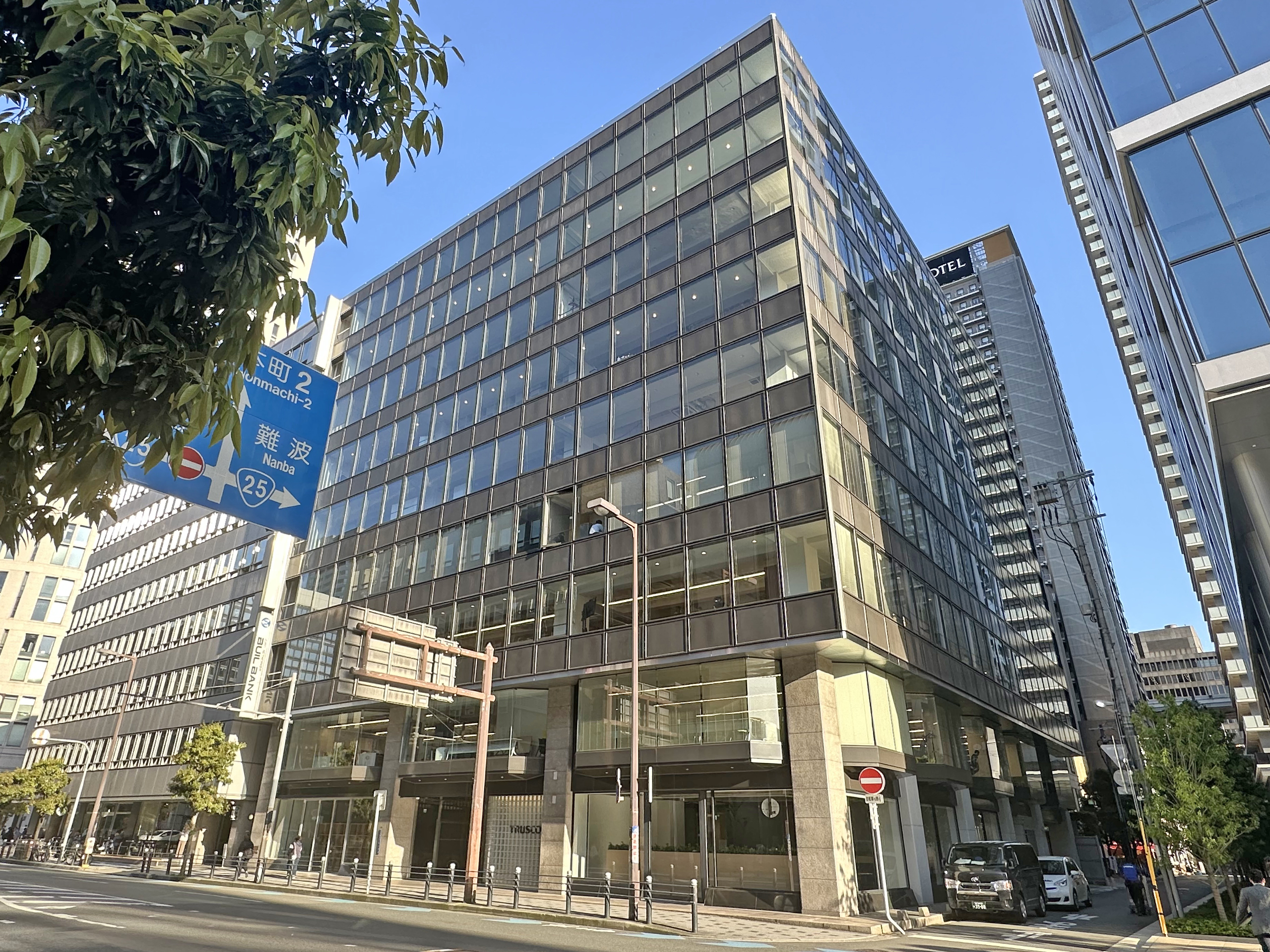
大阪本社

### 本社
- 東京本社：東京都港区新橋4丁目28-1 トラスコ フィオリートビル
- 大阪本社：大阪市中央区本町4丁目2-5 トラスコ セントラルビル

### 支店

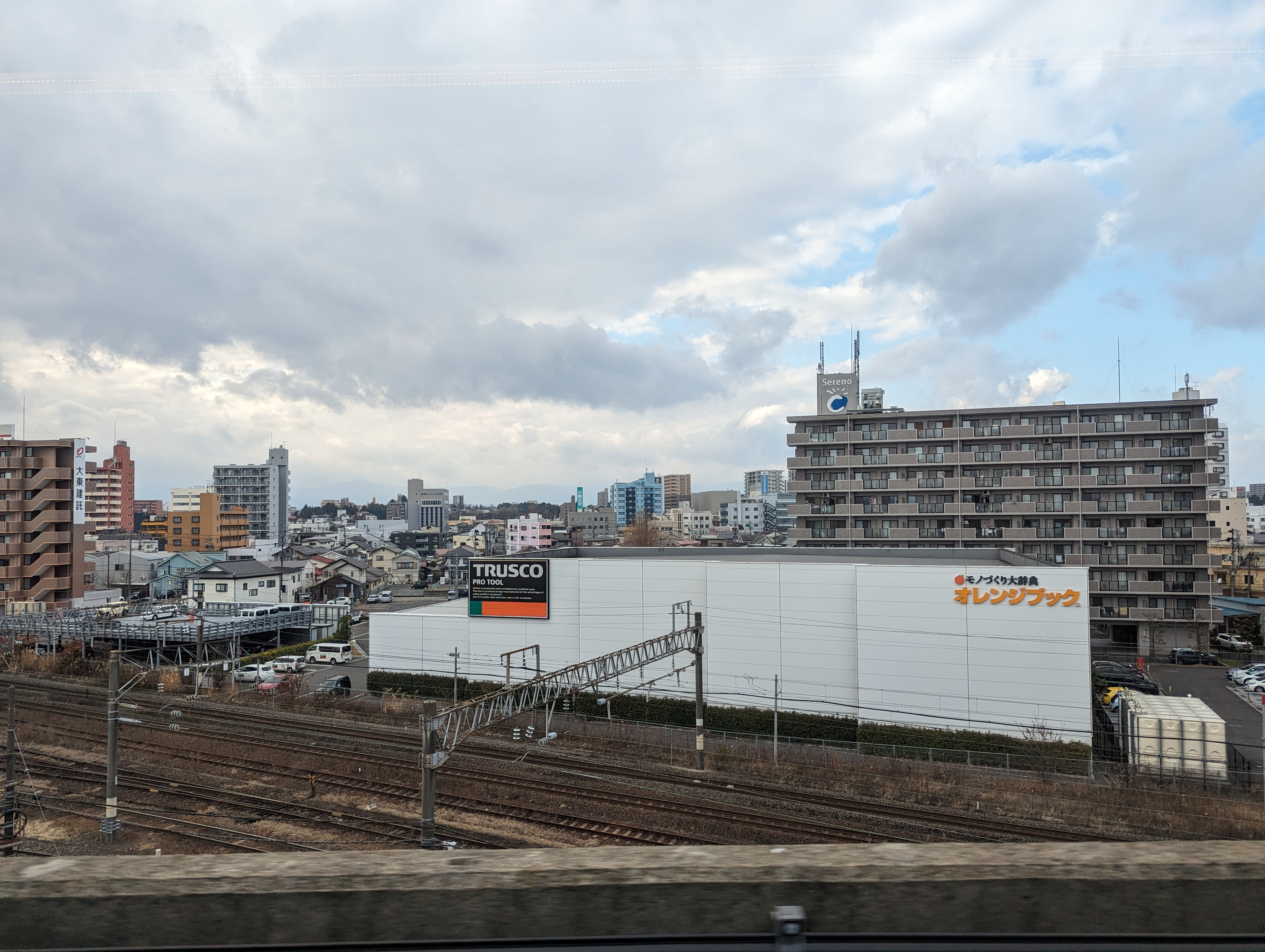
郡山支店（東北新幹線から）

59か所
- 札幌支店
- 八戸支店
- 仙台支店
- 秋田支店
- 郡山支店
- 水戸支店
- 鹿島支店
- 宇都宮支店
- 幸手支店
- 伊勢崎支店
- 大宮支店
- 新潟支店
- 新潟北支店
- 千葉支店
- 松戸支店
- 東京支店
- 厚木支店
- 京浜支店
- MROサプライ東京支店
- HC東京支店
- 通販東京支店
- 岡谷支店
- 上田支店
- 富山支店
- 金沢支店
- 福井支店
- 富士支店
- 静岡支店
- 浜松支店
- 名古屋支店
- 岡崎支店
- 小牧支店
- 四日市支店
- 竜王支店
- 京都支店
- 大阪支店
- 南大阪支店
- 東大阪支店
- 姫路支店
- 神戸支店
- HC大阪支店
- 通販大阪支店
- 米子支店
- 岡山支店
- 広島支店
- 福山支店
- 宇部支店
- 周南支店
- 高松支店
- 徳島支店
- 松山支店
- 福岡支店
- 小倉支店
- 鳥栖支店
- 長崎支店
- 熊本支店
- 大分支店
- 鹿児島支店
- 沖縄支店

### 物流センター
28か所
- プラネット北海道
- プラネット東北
- プラネット埼玉
- プラネット北関東
- プラネット東関東
- プラネット南関東
- プラネット東海
- プラネット名古屋
- プラネット滋賀
- プラネット大阪
- プラネット神戸
- プラネット山陽
- プラネット九州
- HC東日本物流センター
- HC西日本物流センター
- HC九州物流センター
- 東京バックアップセンター
- 東大阪ストックセンター
- 博多ストックセンター
- 東大阪ストックセンター
- 堺ストックセンター
- 奈良ストックセンター
- 岡山ストックセンター
- 宇都宮ストックセンター
- 豊橋ストックセンター
- 高松ストックセンター
- 大宮ストックセンター
- 岡崎ストックセンター

### 海外現地法人
2か所
- トラスコナカヤマ タイランド
- トラスコナカヤマ インドネシア

### 駐在所
3か所
- ドイツオフィス
- 台湾オフィス
- タイオフィス

## テレビCM
現在は、番組『知られざるガリバー〜エクセレントカンパニーファイル〜』にて番組提供を行っている。
- 2003年
  - スポットエアコン ペンギン篇
  - 信長と秀吉・ホトトギス篇
- 2010年
  - 新型こまわり君 スケボー篇 （出演：富永沙織）
- 2011年
  - がんばれ!!日本のモノづくり 物流篇
- 2014年 
  - カルティオ 最高を追求するために篇
- 2015年後半-
  - アイドルキャリー「weego」（トラスコ中山の女子社員がアイドルグループ「T-girls」として出演。）
- 2017年 - 企業CM「ネットでもリアルでもモノづくりのサプライヤーTRUSCO」

## テレビ番組
- 日経スペシャル カンブリア宮殿【“常識破り戦略”で快進撃!ニッポンのものづくりを支える革命児】（2024年3月14日、テレビ東京）- 社長・中山哲也出演[5][6]。